# 1979年飓风亨利
飓风亨利（英語：Hurricane Henri）是1979年大西洋飓风季第八场获命名的风暴和第五场飓风，也是20世纪第二个进入墨西哥湾但却没有登陆的热带气旋，这种情况在20世纪一共只发生过四次。系统于9月14日在加勒比海西北部成型，風暴在其持續過程中，大部分時間都沒有固定移動方向，僅在起初大致保持了西行的軌跡。9月16日，气旋达到热带风暴强度，并在次日成为飓风。两天后，亨利因外界环境不利而减弱成热带低气压并转向东北，于9月24日同墨西哥湾东北部的锋面低气压区融合。由於风暴移动的速度缓慢且方向難以預測，墨西哥沿海部分地区的居民被迫疏散。儘管气旋在之後減弱，其於佛羅里達狹地一帶的降雨依然引發洪災。

## 气象历史
飓风亨利源自离开非洲西岸进入大西洋、于9月14日抵达加勒比海最西北角的东风波。经飓风猎人侦察机确认，系统当天发展成第十八号热带低气压。气旋向北移动掠过尤卡坦半岛东部，进入墨西哥湾后因高压脊阻挡无法继续北上而大幅向西转向，接下来又转朝西南移动，于9月16日升级成热带风暴并获名“亨利”（Henri）。
风暴在途经坎佩切湾期间继续强化，在北侧高压脊减弱后于9月17日转向西北，且当天就达到飓风标准，还于六小时后在韦拉克鲁斯东北方向约245公里海域达到风力时速140公里的最高强度。接下来墨西哥湾西部上空发展出大规模低气压区，导致亨利的动向变得飘忽不定。9月18日，气旋因同陆地相互影响、且德克萨斯州近海有热带扰动逐渐发展带走湿气的共同影响开始稳步减弱。9月19日，亨利转向东面移动并降级成热带低气压，然后就再也没有显著再生并转向东北朝大范围冷锋逼近。9月24日，气旋同墨西哥湾东北部的锋面槽融合。
飓风亨利是20世纪第二个进入墨西哥湾但却没有登陆的热带气旋，这种情况在整个20世纪也只出现过四次，另外三次分别是1969年的飓风劳瑞、1980年的飓风珍妮和1982年的飓风阿尔贝托。

## 防灾措施和影响

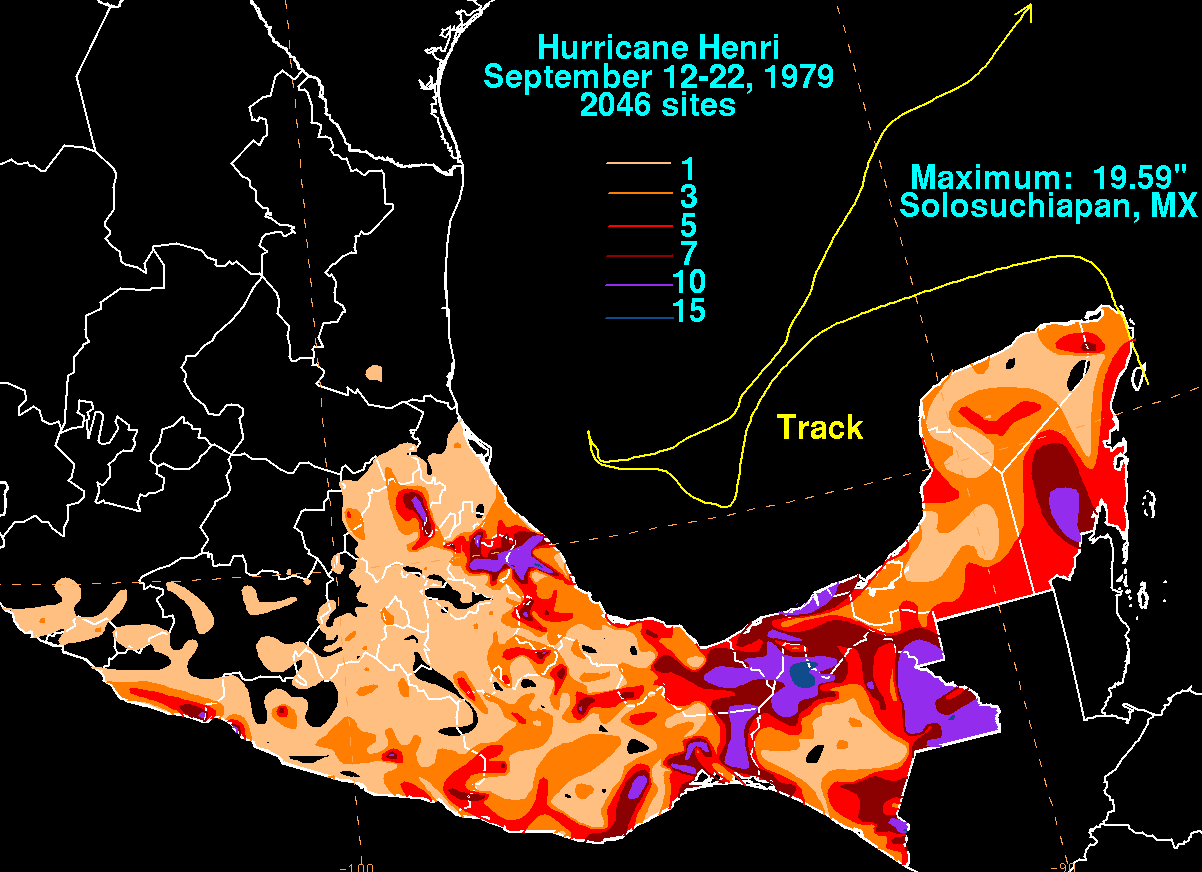
飓风亨利在墨西哥产生的降水分布

虽然亨利没有登陆，但风暴发展期间还是对墨西哥西部沿海多个州构成威胁。墨西哥气象机构向包括塔毛利帕斯州坦皮科、韦拉克鲁斯州图斯潘和瑙特拉（Nautla）在内的沿海城镇发布公告，建议居民转移到地势更高的区域。韦拉克鲁斯州政府通过广播和电视向可能发生洪灾的沿海地区发布警告。
风暴对1979年坎佩切湾漏油事故的善后清理工作构成不利影响，专为此次清理工作设计的一个310吨钢质容器受损。亨利在卡门城产生狂风暴雨并引发洪灾，迫使2000余人离开家园，城内积水比海平面还高305毫米。墨西哥全国范围的最高降雨量达498毫米。
亨利的残留在佛罗里达州中西部产生降水和雷暴，导致河水泛滥，部分人员疏散。